# شانتال رايموند
شانتال رايموند (بالإنجليزية: Chantal Raymond)‏ هي متسابقة ملكة الجمال وعارضة جامايكية، ولدت في 10 نوفمبر 1985 في كينغستون في جامايكا.